# Antonina tesquorum
Antonina tesquorum är en insektsart som beskrevs av Danzig 1971. Antonina tesquorum ingår i släktet Antonina och familjen ullsköldlöss. Inga underarter finns listade i Catalogue of Life.